# Acacia desmostachya
Acacia desmostachya é uma espécie de leguminosa do gênero Acacia, pertencente à família Fabaceae.